# 33518 Stoetzer
33518 Stoetzer este o planetă minoră (asteroid), cu un diametru de 2,733 km, din centura de asteroizi. A fost descoperită pe 6 aprilie 1999 la Experimental Test Site⁠(d) de Lincoln Near-Earth Asteroid Research. 
Obiectul prezintă o orbită caracterizată de o semiaxă mare de 2,2301897 UAi, o excentricitate de 0,04, o înclinație de 2,66607 ° în raport cu ecliptica.